# Kvalifikace na Mistrovství světa ve fotbale 2022 (AFC) – třetí fáze
Skupina H kvalifikace na Mistrovství světa ve fotbale 2022 je jednou z 9 asijských kvalifikačních skupin na tento šampionát. Postup na závěrečný turnaj si zajistí vítěz skupiny. Osm nejlepších týmů na třetích místech ze všech skupin bude hrát baráž, zatímco nejhorší tým na druhých místech přímo vypadne.

## Skupiny

### Skupina A

#### Tabulka
| Tým         | Z  | V | R | P | VG | IG | +/- | B  | výsledek          |
| ----------- | -- | - | - | - | -- | -- | --- | -- | ----------------- |
| Írán        | 10 | 8 | 1 | 1 | 15 | 4  | +11 | 25 | postup na MS 2022 |
| Jižní Korea | 10 | 7 | 2 | 1 | 13 | 3  | +10 | 23 | postup na MS 2022 |
| SAE         | 10 | 3 | 3 | 4 | 7  | 7  | 0   | 12 | postup do baráže  |
| Irák        | 10 | 1 | 3 | 3 | 6  | 12 | -6  | 6  |                   |
| Sýrie       | 10 | 1 | 3 | 6 | 9  | 16 | -7  | 6  |                   |
| Libanon     | 10 | 1 | 3 | 6 | 5  | 13 | -8  | 6  |                   |

| 2. září 2021 13:00 SELČ |                            |      |                                                           |
| Jižní Korea             | 0 - 0                      | Irák | Soul MS stadion, Soul diváci: 0 rozhodčí: Nawaf Shukralla |
|                         | Report (FIFA) Report (AFC) |      | Soul MS stadion, Soul diváci: 0 rozhodčí: Nawaf Shukralla |

| 2. září 2021 18:00 SELČ |                            |       |                                                       |
| Írán                    | 1 - 0                      | Sýrie | Azadi stadion, Teherán diváci: 0 rozhodčí: Ryuji Sato |
| Džahanbachš 56'         | Report (FIFA) Report (AFC) |       | Azadi stadion, Teherán diváci: 0 rozhodčí: Ryuji Sato |

| 2. září 2021 18:45 SELČ |                            |         |                                        |
| SAE                     | 0 - 0                      | Libanon | Zabil stadion, Dubaj rozhodčí: MA Ning |
|                         | Report (FIFA) Report (AFC) |         | Zabil stadion, Dubaj rozhodčí: MA Ning |

| 7. září 2021 13:00 SELČ |                            |         |                                                        |
| Jižní Korea             | 1 - 0                      | Libanon | Suwon MS stadion, Suwon diváci: 0 rozhodčí: Ryūji Satō |
| Kwon Chang-hoon 60'     | Report (FIFA) Report (AFC) |         | Suwon MS stadion, Suwon diváci: 0 rozhodčí: Ryūji Satō |

| 7. září 2021 18:00 SELČ |                            |              |                                                       |
| Sýrie                   | 1 - 1                      | SAE          | Krola Abdullaha stadion, Ammán rozhodčí: Ahmed Al-Kaf |
| Al Baher 64'            | Report (FIFA) Report (AFC) | 12' Mabkhout | Krola Abdullaha stadion, Ammán rozhodčí: Ahmed Al-Kaf |

| 7. září 2021 20:00 SELČ |                            |                                          |                                                                 |
| Irák                    | 0 - 3                      | Írán                                     | Chalífův mezinárodní stadion, Dauhá diváci: 0 rozhodčí: MA Ning |
|                         | Report (FIFA) Report (AFC) | 3' Džahanbachš 69' Taremi 90' Gholizadeh | Chalífův mezinárodní stadion, Dauhá diváci: 0 rozhodčí: MA Ning |

| 7. října 2021 13:00 SELČ           |                            |             |                                                                   |
| Jižní Korea                        | 2 - 1                      | Sýrie       | Ansan Wa~stadion, Ansan diváci: 0 rozhodčí: Abdulrahman Al-Jassim |
| HWANG In-beom 47' Son Hung-min 88' | Report (FIFA) Report (AFC) | 83' Kharbin | Ansan Wa~stadion, Ansan diváci: 0 rozhodčí: Abdulrahman Al-Jassim |

| 7. října 2021 16:30 SELČ |                            |         |                                                                           |
| Irák                     | 0 - 0                      | Libanon | Chalífův mezinárodní stadion, Dauhá diváci: 0 rozhodčí: Turki Al-Khudhayr |
|                          | Report (FIFA) Report (AFC) |         | Chalífův mezinárodní stadion, Dauhá diváci: 0 rozhodčí: Turki Al-Khudhayr |

| 7. října 2021 18:45 SELČ |                            |            |                                            |
| SAE                      | 0 - 1                      | Írán       | Zabil stadion, Dubaj rozhodčí: Chris Beath |
|                          | Report (FIFA) Report (AFC) | 70' Taremi | Zabil stadion, Dubaj rozhodčí: Chris Beath |

| 12. října 2021 15:30 SELČ |                            |                  |                                                         |
| Írán                      | 1 - 1                      | Jižní Korea      | Azadi stadion, Teherán diváci: 0 rozhodčí: Ahmed Al-Kaf |
| Džahanbachš 76'           | Report (FIFA) Report (AFC) | 48' Son Hung-min | Azadi stadion, Teherán diváci: 0 rozhodčí: Ahmed Al-Kaf |

| 12. října 2021 18:00 SELČ |                            |                             |                                                                    |
| Sýrie                     | 2 - 3                      | Libanon                     | Krola Abdullaha stadion, Ammán diváci: 2.377 rozhodčí: Chris Beath |
| Kharbin 20' Al Somah 64'  | Report (FIFA) Report (AFC) | Kdouh 45+1', 45+3' Saad 53' | Krola Abdullaha stadion, Ammán diváci: 2.377 rozhodčí: Chris Beath |

| 12. října 2021 18:45 SELČ |                            |                                |                                                         |
| SAE                       | 2 - 2                      | Irák                           | Zabil stadion, Dubaj diváci: 2.820 rozhodčí: Ryuji Sato |
| Caio 34' Mabkhout 90+4'   | Report (FIFA) Report (AFC) | Al-Attas 74' (vl.) Hussein 89' | Zabil stadion, Dubaj diváci: 2.820 rozhodčí: Ryuji Sato |

| 11. listopadu 2021 12:00 SEČ |                            |     |                                                         |
| Jižní Korea                  | 1 - 0                      | SAE | Goyang stadion, Kojang diváci: 30.152 rozhodčí: MA Ning |
| Hwang Hi-čchan 36' (pen.)    | Report (FIFA) Report (AFC) |     | Goyang stadion, Kojang diváci: 30.152 rozhodčí: MA Ning |

| 11. listopadu 2021 13:00 SEČ |                            |                               |                                                                           |
| Libanon                      | 1 - 2                      | Írán                          | Mějski Stadion v Sydonie, Sidón diváci: 0 rozhodčí: Abdulrahman Al-Jassim |
| Saad 37'                     | Report (FIFA) Report (AFC) | Azmoun 90+1' Nourollahi 90+5' | Mějski Stadion v Sydonie, Sidón diváci: 0 rozhodčí: Abdulrahman Al-Jassim |

| 11. listopadu 2021 18:00 SEČ |                            |              |                                                                     |
| Irák                         | 1 - 1                      | Sýrie        | Thani bin Jassim stadion, Dauhá diváci: 0 rozhodčí: Nawaf Shukralla |
| Al-Ammari 86' (pen.)         | Report (FIFA) Report (AFC) | Al Somah 79' | Thani bin Jassim stadion, Dauhá diváci: 0 rozhodčí: Nawaf Shukralla |

| 16. listopadu 2021 13:00 SEČ |                            |                     |                                                       |
| Libanon                      | 0 - 1                      | SAE                 | Mějski Stadion v Sydonie, Sidón rozhodčí: Shaun Evans |
|                              | Report (FIFA) Report (AFC) | Mabkhout 85' (pen.) | Mějski Stadion v Sydonie, Sidón rozhodčí: Shaun Evans |

| 16. listopadu 2021 16:00 SEČ |                            |                                                              |                                                                     |
| Irák                         | 0 - 3                      | Jižní Korea                                                  | Thani bin Jassim stadion, Dauhá diváci: 0 rozhodčí: Ilgiz Tantashev |
|                              | Report (FIFA) Report (AFC) | Lee Jae-sung 33' Son Hung-min 74' (pen.) Jeong Woo-yeong 80' | Thani bin Jassim stadion, Dauhá diváci: 0 rozhodčí: Ilgiz Tantashev |

| 16. listopadu 2021 17:00 SEČ |                            |                                              |                                                  |
| Sýrie                        | 0 - 3                      | Írán                                         | Krola Abdullaha stadion, Ammán rozhodčí: Ma Ning |
|                              | Report (FIFA) Report (AFC) | Azmun 33' Hadžsafi 42' (pen.) Gholizadeh 89' | Krola Abdullaha stadion, Ammán rozhodčí: Ma Ning |

| 27. ledna 2022 13:00 SEČ |                            |                    |                                                        |
| Libanon                  | 0 - 1                      | Jižní Korea        | Mějski Stadion v Sydonie, Sidón rozhodčí: Ahmed Al-Kaf |
|                          | Report (FIFA) Report (AFC) | CHO Gue-sung 45+1' | Mějski Stadion v Sydonie, Sidón rozhodčí: Ahmed Al-Kaf |

| 27. ledna 2022 15:30 SEČ |                            |      |                                              |
| Írán                     | 1 - 0                      | Irák | Azadi stadion, Teherán rozhodčí: Chris Beath |
| Taremi 48'               | Report (FIFA) Report (AFC) |      | Azadi stadion, Teherán rozhodčí: Chris Beath |

| 27. ledna 2022 16:00 SEČ |                            |       |                                                    |
| SAE                      | 2 - 0                      | Sýrie | Al Maktoum Stadion, Dubaj rozhodčí: Ilgiz Tantašev |
| Caio 43' Al Ghassani 70' | Report (FIFA) Report (AFC) |       | Al Maktoum Stadion, Dubaj rozhodčí: Ilgiz Tantašev |

| 1. února 2022 13:00 SEČ |                            |             |                                                           |
| Libanon                 | 1 - 1                      | Irák        | Mějski Stadion v Sydonie, Sidón rozhodčí: Adham Makhadmeh |
| Sabra 45+2'             | Report (FIFA) Report (AFC) | Hussein 40' | Mějski Stadion v Sydonie, Sidón rozhodčí: Adham Makhadmeh |

| 1. února 2022 15:00 SEČ |                            |                                    |                                                 |
| Sýrie                   | 0 - 2                      | Jižní Korea                        | Rashid Stadion, Dubaj rozhodčí: Hiroyuki Kimura |
|                         | Report (FIFA) Report (AFC) | Kim Čin-su 53' Kwon Chang-hoon 71' | Rashid Stadion, Dubaj rozhodčí: Hiroyuki Kimura |

| 1. února 2022 15:30 SEČ |                            |     |                                                         |
| Írán                    | 1 - 0                      | SAE | Azadi stadion, Teherán diváci: 0 rozhodčí: Ahmed Al-Kaf |
| Taremi 44'              | Report (FIFA) Report (AFC) |     | Azadi stadion, Teherán diváci: 0 rozhodčí: Ahmed Al-Kaf |

| 24. března 2022 12:00 SEČ             |                            |      |                                                            |
| Jižní Korea                           | 2 - 0                      | Írán | Soul MS stadion, Soul diváci: 64.375 rozhodčí: Chris Beath |
| Son Hung-min 45+2' Kim Young-gwon 62' | Report (FIFA) Report (AFC) |      | Soul MS stadion, Soul diváci: 64.375 rozhodčí: Chris Beath |

| 24. března 2022 13:00 SEČ |                            |                                                 |                                                                 |
| Libanon                   | 0 - 3                      | Sýrie                                           | Mějski Stadion v Sydonie, Sidón rozhodčí: Abdulrahman Al-Jassim |
|                           | Report (FIFA) Report (AFC) | Al Dali 14' Mardikian 38' (pen.) Al Marmour 44' | Mějski Stadion v Sydonie, Sidón rozhodčí: Abdulrahman Al-Jassim |

| 24. března 2022 18:00 SEČ |                            |     |                                                            |
| Irák                      | 1 - 0                      | SAE | Stadion krále Fahda, Rijád diváci: 1.320 rozhodčí: Ma Ning |
| Al-Saedi 53'              | Report (FIFA) Report (AFC) |     | Stadion krále Fahda, Rijád diváci: 1.320 rozhodčí: Ma Ning |

| 29. března 2022 13:30 SELČ |                            |         |                                                            |
| Írán                       | 2 - 0                      | Libanon | Imam Reza stadion, Mašhad diváci: 22.453 rozhodčí: Fu Ming |
| Azmoun 35' Jahanbakhsh 72' | Report (FIFA) Report (AFC) |         | Imam Reza stadion, Mašhad diváci: 22.453 rozhodčí: Fu Ming |

| 29. března 2022 15:45 SELČ |                            |             |                                                 |
| SAE                        | 1 - 0                      | Jižní Korea | Stadion Al-Maktum, Dubaj rozhodčí: Ahmed Al-Kaf |
| Abdullah 54'               | Report (FIFA) Report (AFC) |             | Stadion Al-Maktum, Dubaj rozhodčí: Ahmed Al-Kaf |

| 29. března 2022 15:45 SELČ |                            |             |                                           |
| Sýrie                      | 1 - 1                      | Irák        | Stadion Rašid, Dubaj rozhodčí: Ryuji Sato |
| Al Dali 3'                 | Report (FIFA) Report (AFC) | 31' Hussein | Stadion Rašid, Dubaj rozhodčí: Ryuji Sato |

### Skupina B

#### Tabulka
| Tým            | Z  | V | R | P | VG | IG | +/- | B  | výsledek          |
| -------------- | -- | - | - | - | -- | -- | --- | -- | ----------------- |
| Saúdská Arábie | 10 | 7 | 2 | 1 | 12 | 6  | +6  | 23 | postup na MS 2022 |
| Japonsko       | 10 | 7 | 1 | 2 | 12 | 4  | +8  | 22 | postup na MS 2022 |
| Austrálie      | 10 | 4 | 3 | 3 | 15 | 9  | +6  | 15 | postup do baráže  |
| Omán           | 10 | 4 | 2 | 4 | 11 | 10 | +1  | 14 |                   |
| Čína           | 10 | 1 | 3 | 6 | 9  | 19 | -10 | 6  |                   |
| Vietnam        | 10 | 1 | 1 | 8 | 8  | 19 | -11 | 4  |                   |

| 2. září 2021 12:14 SELČ |                            |              |                                                                                            |
| Japonsko                | 0–1                        | Omán         | Suita City Football stadion, Suita diváci: 4,853 rozhodčí: Mohammed Abdulla Hassan Mohamed |
|                         | Report (FIFA) Report (AFC) | Al-Sabhi 88' | Suita City Football stadion, Suita diváci: 4,853 rozhodčí: Mohammed Abdulla Hassan Mohamed |

| 2. září 2jvět021 20:00 SELČ  |                            |      |                                                                       |
| Austrálie                    | 3–0                        | Čína | Khalifa International stadion, Dauhá diváci: 0 rozhodčí: Ko Hyung-jin |
| Mabil 24' Boyle 26' Duke 70' | Report (FIFA) Report (AFC) |      | Khalifa International stadion, Dauhá diváci: 0 rozhodčí: Ko Hyung-jin |

| 2. září 2021 20:00 SELČ                                         |                            |                     |                                                             |
| Saúdská Arábie                                                  | 3–1                        | Vietnam             | Mrsool Park, Riyadh diváci: 8,331 rozhodčí: Ilgiz Tantashev |
| Sálim Davsárí 55' (pen.) Al-Shahrani 67' Saléh Šehrí 80' (pen.) | Report (FIFA) Report (AFC) | Nguyễn Quang Hải 3' | Mrsool Park, Riyadh diváci: 8,331 rozhodčí: Ilgiz Tantashev |

| 7. září 2021 14:00 SELČ |                            |           |                                                                           |
| Vietnam                 | 0–1                        | Austrálie | Mỹ Đình National stadion, Hanoj diváci: 0 rozhodčí: Abdulrahman Al-Jassim |
|                         | Report (FIFA) Report (AFC) | Grant 43' | Mỹ Đình National stadion, Hanoj diváci: 0 rozhodčí: Abdulrahman Al-Jassim |

| 7. září 2021 17:00 SELČ |                            |           |                                                                          |
| Čína                    | 0–1                        | Japonsko  | Khalifa International stadion, Dauhá diváci: 0 rozhodčí: Nawaf Shukralla |
|                         | Report (FIFA) Report (AFC) | Osako 40' | Khalifa International stadion, Dauhá diváci: 0 rozhodčí: Nawaf Shukralla |

| 7. září 2021 18:00 SELČ |                            |                 |                                                                           |
| Omán                    | 0–1                        | Saúdská Arábie  | Sultan Qaboos Sports Complex, Muscat diváci: 8,150 rozhodčí: Hanna Hattab |
|                         | Report (FIFA) Report (AFC) | Saléh Šehrí 42' | Sultan Qaboos Sports Complex, Muscat diváci: 8,150 rozhodčí: Hanna Hattab |

| 7. října 2021 19:00 SELČ |                            |          |                                                                            |
| Saúdská Arábie           | 1–0                        | Japonsko | King Abdullah Sports City, Džidda diváci: 51,218 rozhodčí: Adham Makhadmeh |
| Al-Buraikan 71'          | Report (FIFA) Report (AFC) |          | King Abdullah Sports City, Džidda diváci: 51,218 rozhodčí: Adham Makhadmeh |

| 7. října 2021 19:00 SELČ           |                            |                                     |                                                                             |
| Čína                               | 3–2                        | Vietnam                             | Sharjah stadion, Šardžá diváci: 0 rozhodčí: Mohammed Abdulla Hassan Mohamed |
| Zhang Yuning 53' Wu Lei 75', 90+5' | Report (FIFA) Report (AFC) | Hồ Tấn Tài 80' Nguyễn Tiến Linh 90' | Sharjah stadion, Šardžá diváci: 0 rozhodčí: Mohammed Abdulla Hassan Mohamed |

| 7. října 2021 20:30 SELČ    |                            |                 |                                                                          |
| Austrálie                   | 3–1                        | Omán            | Khalifa International stadion, Dauhá diváci: 0 rozhodčí: Nawaf Shukralla |
| Mabil 9' Boyle 49' Duke 89' | Report (FIFA) Report (AFC) | R. Al-Alawi 28' | Khalifa International stadion, Dauhá diváci: 0 rozhodčí: Nawaf Shukralla |

| 12. října 2021 12:14 SELČ  |                            |             |                                                                              |
| Japonsko                   | 2–1                        | Austrálie   | Saitama stadion 2002, Saitama diváci: 14,437 rozhodčí: Abdulrahman Al-Jassim |
| Tanaka 8' Behich 85' (vl.) | Report (FIFA) Report (AFC) | Hrustic 70' | Saitama stadion 2002, Saitama diváci: 14,437 rozhodčí: Abdulrahman Al-Jassim |

| 12. října 2021 18:00 SELČ                          |                            |                      |                                                                              |
| Omán                                               | 3–1                        | Vietnam              | Sultan Qaboos Sports Complex, Muscat diváci: 9,123 rozhodčí: Adham Makhadmeh |
| Al Sabhi 45+1' Al-Khaldi 49' Al-Yahyaei 63' (pen.) | Report (FIFA) Report (AFC) | Nguyễn Tiến Linh 39' | Sultan Qaboos Sports Complex, Muscat diváci: 9,123 rozhodčí: Adham Makhadmeh |

| 12. října 2021 19:00 SELČ         |                            |                       |                                                                            |
| Saúdská Arábie                    | 3–2                        | Čína                  | King Abdullah Sports City, Džidda diváci: 54,124 rozhodčí: Ilgiz Tantashev |
| Al-Najei 15', 38' Al-Buraikan 72' | Report (FIFA) Report (AFC) | Aloísio 46' Wu Xi 87' | King Abdullah Sports City, Džidda diváci: 54,124 rozhodčí: Ilgiz Tantashev |

| 11. listopadu 2021 10:10 SEČ |                            |                |                                                                      |
| Austrálie                    | 0–0                        | Saúdská Arábie | Western Sydney stadion, Sydney diváci: 23,314 rozhodčí: Ko Hyung-jin |
|                              | Report (FIFA) Report (AFC) |                | Western Sydney stadion, Sydney diváci: 23,314 rozhodčí: Ko Hyung-jin |

| 11. listopadu 2021 13:00 SEČ |                            |          |                                                                                          |
| Vietnam                      | 0–1                        | Japonsko | Mỹ Đình National stadion, Hanoj diváci: 11,022 rozhodčí: Mohammed Abdulla Hassan Mohamed |
|                              | Report (FIFA) Report (AFC) | Ito 17'  | Mỹ Đình National stadion, Hanoj diváci: 11,022 rozhodčí: Mohammed Abdulla Hassan Mohamed |

| 11. listopadu 2021 16:00 SEČ |                            |               |                                                                  |
| Čína                         | 1–1                        | Omán          | Sharjah stadion, Šardžá diváci: 1,700 rozhodčí: Sivakorn Pu-udom |
| Wu Lei 21'                   | Report (FIFA) Report (AFC) | Al-Harthi 75' | Sharjah stadion, Šardžá diváci: 1,700 rozhodčí: Sivakorn Pu-udom |

| 16. listopadu 2021 16:00 SEČ |                            |           |                                                                 |
| Čína                         | 1–1                        | Austrálie | Sharjah stadion, Šardžá diváci: 1,050 rozhodčí: Adham Makhadmeh |
| Wu Lei 71' (pen.)            | Report (FIFA) Report (AFC) | Duke 38'  | Sharjah stadion, Šardžá diváci: 1,050 rozhodčí: Adham Makhadmeh |

| 16. listopadu 2021 17:00 SEČ |                            |          |                                                                            |
| Omán                         | 0–1                        | Japonsko | Sultan Qaboos Sports Complex, Muscat diváci: 14,123 rozhodčí: Ko Hyung-jin |
|                              | Report (FIFA) Report (AFC) | Ito 81'  | Sultan Qaboos Sports Complex, Muscat diváci: 14,123 rozhodčí: Ko Hyung-jin |

| 16. listopadu 2021 13:00 SEČ |                            |                 |                                                                      |
| Vietnam                      | 0–1                        | Saúdská Arábie  | Mỹ Đình National stadion, Hanoj diváci: 9,669 rozhodčí: Hanna Hattab |
|                              | Report (FIFA) Report (AFC) | Saléh Šehrí 31' | Mỹ Đình National stadion, Hanoj diváci: 9,669 rozhodčí: Hanna Hattab |

| 27. ledna 2022 10:10 SEČ                                |                            |         |                                                                |
| Austrálie                                               | 4 - 0                      | Vietnam | Melbourne Rectagular Stadium, Melbourne rozhodčí: Ko Hyung-jin |
| - Maclaren 30' - Rogic 45+2' - Goodwin 72' - McGree 76' | Report (FIFA) Report (AFC) |         | Melbourne Rectagular Stadium, Melbourne rozhodčí: Ko Hyung-jin |

| 27. ledna 2022 11:00 SEČ     |                            |      |                                                               |
| Japonsko                     | 2 - 0                      | Čína | Saitama stadion 2002, Saitama rozhodčí: Abdulrahman Al-Jassim |
| - Ósako 13' (pen.) - Ito 61' | Report (FIFA) Report (AFC) |      | Saitama stadion 2002, Saitama rozhodčí: Abdulrahman Al-Jassim |

| 27. ledna 2022 18:15 SEČ |                            |      |                                                             |
| Saúdská Arábie           | 1 - 0                      | Omán | King Abdullah Sports City, Džidda rozhodčí: Nawaf Shukralla |
| Al-Buraikan 48'          | Report (FIFA) Report (AFC) |      | King Abdullah Sports City, Džidda rozhodčí: Nawaf Shukralla |

| 1. února 2022 11:35 SEČ |                            |                |                                                      |
| Japonsko                | 2 - 0                      | Saúdská Arábie | Saitama stadion 2002, Saitama rozhodčí: Ko Hyung-jin |
| Minamino 31' Ito 50'    | Report (FIFA) Report (AFC) |                | Saitama stadion 2002, Saitama rozhodčí: Ko Hyung-jin |

| 1. února 2022 13:00 SEČ                             |                            |              |                                                           |
| Vietnam                                             | 3 - 1                      | Čína         | Mỹ Đình National stadion, Hanoj rozhodčí: Nawaf Shukralla |
| Hồ Tấn Tài 9' Nguyễn Tiến Linh 16' Phan Văn Đức 76' | Report (FIFA) Report (AFC) | Sü Sin 90+7' | Mỹ Đình National stadion, Hanoj rozhodčí: Nawaf Shukralla |

| 1. února 2022 17:00 SEČ |                            |                              |                                                                                          |
| Omán                    | 2 - 2                      | Austrálie                    | Sultan Qaboos Sports Complex, Muscat diváci: 0 rozhodčí: Mohammed Abdulla Hassan Mohamed |
| Fawaz 54', 89' (pen.)   | Report (FIFA) Report (AFC) | Maclaren 15' (pen.) Mooy 79' | Sultan Qaboos Sports Complex, Muscat diváci: 0 rozhodčí: Mohammed Abdulla Hassan Mohamed |

| 24. března 2022 10:10 SEČ |                            |                   |                                                                               |
| Austrálie                 | 0 - 2                      | Japonsko          | Olympijský stadion Australia, Sydney diváci: 41.852 rozhodčí: Nawaf Shukralla |
|                           | Report (FIFA) Report (AFC) | Mitoma 89', 90+4' | Olympijský stadion Australia, Sydney diváci: 41.852 rozhodčí: Nawaf Shukralla |

| 24. března 2022 13:00 SEČ |                            |              |                                                                      |
| Vietnam                   | 0 - 1                      | Omán         | Mỹ Đình National stadion, Hanoj diváci: 6.923 rozhodčí: Hanna Hattab |
|                           | Report (FIFA) Report (AFC) | Al-Hajri 65' | Mỹ Đình National stadion, Hanoj diváci: 6.923 rozhodčí: Hanna Hattab |

| 24. března 2022 16:00 SEČ |                            |                   |                                                                               |
| Čína                      | 1 - 1                      | Saúdská Arábie    | Sharjah stadion, Šardžá diváci: 200 rozhodčí: Mohammed Abdulla Hassan Mohamed |
| Zhu Chenjie 82' (pen)     | Report (FIFA) Report (AFC) | Saléh Šehrí 45+1' | Sharjah stadion, Šardžá diváci: 200 rozhodčí: Mohammed Abdulla Hassan Mohamed |

| 29. března 2022 12:35 SELČ |                            |                       |                                                                       |
| Japonsko                   | 1 - 1                      | Vietnam               | Saitama stadion 2002, Saitama diváci: 44.600 rozhodčí: Ilgiz Tantašev |
| Jošida 55'                 | Report (FIFA) Report (AFC) | 19' Nguyễn Thanh Bình | Saitama stadion 2002, Saitama diváci: 44.600 rozhodčí: Ilgiz Tantašev |

| 29. března 2022 18:00 SELČ           |                            |      |                                                                           |
| Omán                                 | 2 - 0                      | Čína | Sultan Qaboos Sports Complex, Muscat diváci: 2.500 rozhodčí: Ko Hyung-jin |
| Aršad Al-Alawi 19' Abdulla Fawaz 19' | Report (FIFA) Report (AFC) |      | Sultan Qaboos Sports Complex, Muscat diváci: 2.500 rozhodčí: Ko Hyung-jin |

| 29. března 2022 20:00 SELČ |                            |           |                                                                            |
| Saúdská Arábie             | 1 - 0                      | Austrálie | King Abdullah Sports City, Džidda diváci: 51.433 rozhodčí: Adham Makhadmeh |
| Davsárí 65' (pen.)         | Report (FIFA) Report (AFC) |           | King Abdullah Sports City, Džidda diváci: 51.433 rozhodčí: Adham Makhadmeh |